# U-55号潜艇 (1916年)
陛下之55号潜艇是德意志帝国海军建造的一艘潜艇或称U艇。它由基尔的日耳曼尼亚船厂承建，于1916年3月18日下水，至同年6月8日交付使用。U-55号是在第一次世界大战期间服役的329艘德国潜艇之一，并参加了大西洋潜艇战。在其十四次巡逻中，共击沉协约国或中立国的61艘商船以及3艘协约国辅助军舰，容积总吨为133742吨。战后，该艇于1918年11月26日被引渡至日本正式投降，并一度以O-3号潜艇（日语：〇三潜水艦）之名在大日本帝国海军服役。

## 设计
作为战时动员型潜艇的组成部分，U-51至U-56号批次的技术参数与早前但泽帝国船厂生产的U-43至U-50号大致相同，但在推进力和航速上有所提高。U-55号的全长为65.2米；舷宽6.44米，当中的耐压壳体宽为4.05米；有3.64米的吃水深度。艇只的水上排水量为715吨，水下为902吨。
艇只搭载有可在水上使用的两台猛狮六缸四冲程柴油发动机，总功率为2,400匹公制馬力（1,765千瓦特）；以及可在水下使用的西门子-舒克特双电动发电机，总功率为1,200匹公制馬力（883千瓦特）。这些发动机用以驱动双轴、每根轴各一个的直径1.6米长螺旋桨，从而使艇只在水上的最高速度达17.1節（31.7每小時），在水下的最高航速为每小时9.1節（16.9每小時）。U-55号可以8節（15每小時）的速度在水上巡航9,400海里（17,400），或以5節（9.3每小時）的速度在水下巡航55海里（102）。它的潜航深度为50米。
U-55号装备了四具直径为500毫米的鱼雷发射管，其中艏、艉各两具，并可携带合共7枚G6型鱼雷。辅助武器为两门88毫米30倍径速射炮，其中一门于1916年至1917年间被替换为105毫米45倍径速射炮。其标准船员编制为4名军官和32名水兵。

## 历史
U-55号是由德意志帝国海军于1914年8月23日向基尔的日耳曼尼亚船厂订购。它自1914年12月28日开始铺设龙骨，1916年3月18日下水，至同年6月8日在首任艇长、海军上尉威廉·维尔纳的指挥下正式正式入役，并被编入驻黑尔戈兰岛的第二潜艇区舰队。维尔纳的职位于1918年8月10日被亚历山大·魏斯上尉所取代；汉斯·弗里德里希中尉则于同年9月15日接替魏斯，并指挥U-55号直至11月11日停战。
第一次世界大战期间，U-55号曾跟随第二区舰队在北海和北大西洋东部进行过十四次巡逻，共击沉61艘协约国或中立国商船以及3艘协约国辅助军舰，容积总吨为133742吨；另击伤7艘（26161总吨）以及缴获2艘（3466总吨）商船。作为U-55号的首任、也是任期最长的艇长，威廉·维尔纳上尉被指控犯有多项战争罪。据报他曾蓄意溺亡比利时王子号的船员，后者于1917年7月31日在爱尔兰西北部遭拦截，至1917年8月1日被击沉。幸存者回忆称，这艘英国四桅轮船的船员当时奉命登上U-55号的上甲板，维尔纳随即脱去他们身上的救生衣，摧毁救生艇，只留下一艘小划艇。之后，潜艇潜入水中，将没有任何救生设备的漂流者留给了他们的命运。42名船员中只有3人后来被单桅战船唐菖蒲号救起。1918年1月4日，维尔纳又率U-55号在英格兰西南部的哈特兰角附近击沉了英国皇家海军的医疗船雷瓦号。事件引发了英国人的强烈愤慨，但德国官方却予以否认。在维尔纳治下，U-55号最著名的战功是1918年7月17日在爱尔兰东海岸用三枚鱼雷击沉了英国客轮喀尔巴阡号。1912年，喀尔巴阡号因成为第一艘营救正在沉没的泰坦尼克号而闻名。
战后，根据对德停战协议的要求，U-55号连同幸存的U艇部队余部于1918年11月26日被引渡至英国，并在哈维奇正式向协约国投降。它随后被移交给日本，并自1920年起以O-3号之名进入大日本帝国海军服役，与U-46号（O-2号）和U-125号（O-1号）一同，主要用作潜艇试验。1921年3月至6月，O-3号在佐世保海军工厂拆解报废，但1923年又短暂地重新服役，成为第2538号辅助船。

## 袭击历史摘要
| 日期           | 船名              | 船籍         | 吨位 （容积总吨） | 结局       |
| -------------- | ----------------- | ------------ | ----------------- | ---------- |
| 1916年9月28日  | 奥尔西诺号        | 英國皇家海軍 | 172               | 击沉       |
| 1916年9月30日  | 阿特勒号          | 瑞典         | 1725              | 缴作战利品 |
| 1916年9月30日  | 塔拉韦拉号        | 瑞典         | 1741              | 缴作战利品 |
| 1916年10月24日 | 克利尔菲号        | 英国         | 4229              | 击沉       |
| 1916年10月28日 | 马里纳号          | 英国         | 5204              | 击沉       |
| 1917年1月22日  | 埃塞尔号          | 英国         | 23                | 击沉       |
| 1917年1月23日  | 埃登号            | 俄罗斯       | 142               | 击沉       |
| 1917年1月23日  | 萨兰号            | 荷蘭         | 3657              | 击沉       |
| 1917年1月27日  | 艺术家号          | 英国         | 3570              | 击沉       |
| 1917年1月30日  | 卫矛号            | 英国         | 60                | 击沉       |
| 1917年1月30日  | 海伦娜与塞缪尔号  | 英国         | 59                | 击沉       |
| 1917年1月30日  | 玛塞尔号          | 比利时       | 219               | 击沉       |
| 1917年1月30日  | 功德号            | 英国         | 39                | 击沉       |
| 1917年1月30日  | 特雷翁号          | 英国         | 46                | 击沉       |
| 1917年1月30日  | W·A·H号           | 英国         | 47                | 击沉       |
| 1917年1月30日  | 韦瑟里尔号        | 英国         | 46                | 击沉       |
| 1917年1月31日  | 邓迪号            | 加拿大       | 2290              | 击沉       |
| 1917年1月31日  | 圣良号            | 法國         | 230               | 击沉       |
| 1917年1月31日  | 伊冯号            | 法國         | 87                | 击沉       |
| 1917年2月1日   | 艾达号            | 英国         | 24                | 击沉       |
| 1917年2月1日   | 肉桂石号          | 英国         | 589               | 击沉       |
| 1917年2月1日   | 因弗良号          | 英国         | 59                | 击沉       |
| 1917年2月2日   | 波莫什尼克号      | 俄罗斯       | 167               | 击沉       |
| 1917年2月6日   | 撒克逊-不列颠人号 | 英国         | 1337              | 击沉       |
| 1917年2月7日   | 约拉人号          | 英国         | 3504              | 击沉       |
| 1917年4月4日   | H·B·林内曼号      | 丹麦         | 444               | 击伤       |
| 1917年4月5日   | 薇丽亚号          | 挪威         | 1049              | 击沉       |
| 1917年4月6日   | 藤枝号            | 英国         | 3442              | 击沉       |
| 1917年4月8日   | 佩特里奇号        | 英国         | 1712              | 击沉       |
| 1917年4月8日   | 托灵顿号          | 英国         | 5597              | 击沉       |
| 1917年4月8日   | 乌姆沃蒂号        | 英国         | 2616              | 击沉       |
| 1917年4月12日  | 托罗号            | 英国         | 3066              | 击沉       |
| 1917年4月15日  | 阿斯特赖亚号      | 丹麦         | 260               | 击沉       |
| 1917年4月17日  | 凯恩希尔号        | 英国         | 4981              | 击沉       |
| 1917年6月8日   | 俄罗斯王子号      | 英国         | 4158              | 击伤       |
| 1917年6月9日   | 阿喀琉斯号        | 英国         | 641               | 击沉       |
| 1917年6月11日  | 奥索尼亚号        | 英国         | 8153              | 击伤       |
| 1917年6月12日  | 科罗纳多号        | 英国         | 6539              | 击伤       |
| 1917年6月23日  | 索菲号            | 丹麦         | 89                | 击沉       |
| 1917年6月23日  | 星号              | 丹麦         | 120               | 击沉       |
| 1917年7月31日  | 比利时王子号      | 英国         | 4765              | 击沉       |
| 1917年8月6日   | 尤金伲亚号        | 意大利       | 4835              | 击沉       |
| 1917年8月9日   | 奥克菲尔德号      | 英国         | 3618              | 击伤       |
| 1917年8月12日  | 福克兰号          | 挪威         | 4877              | 击沉       |
| 1917年8月17日  | 埃迪娜号          | 英国         | 455               | 击沉       |
| 1917年8月18日  | 本杰明·史蒂文森号 | 英國皇家海軍 | 255               | 击沉       |
| 1918年1月4日   | 雷瓦号            | 英國皇家海軍 | 7305              | 击沉       |
| 1918年1月5日   | 战争男爵号        | 英国         | 6240              | 击沉       |
| 1918年1月9日   | 乌拉号            | 挪威         | 839               | 击沉       |
| 1918年1月16日  | 吉纳维芙号        | 法國         | 1598              | 击沉       |
| 1918年1月20日  | 伊龙代勒号        | 法國         | 28                | 击沉       |
| 1918年1月21日  | 玛利亚·卡特琳娜号 | 荷蘭         | 71                | 击沉       |
| 1918年2月26日  | 欧墨鲁斯号        | 英国         | 6696              | 击沉       |
| 1918年2月26日  | 穆什号            | 法國         | 65                | 击沉       |
| 1918年3月1日   | 博尔加号          | 英国         | 1046              | 击沉       |
| 1918年3月7日   | 布里泽号          | 法國         | 160               | 击沉       |
| 1918年3月7日   | 圣乔治斯号        | 法國         | 102               | 击沉       |
| 1918年3月7日   | 圣若瑟号          | 法國         | 434               | 击沉       |
| 1918年3月8日   | 玛德琳号          | 英国         | 2890              | 击沉       |
| 1918年3月10日  | 克里斯蒂娜号      | 西班牙       | 2083              | 击沉       |
| 1918年5月15日  | 战争田庄号        | 英国         | 3100              | 击伤       |
| 1918年5月16日  | 塔戈纳号          | 加拿大       | 2004              | 击沉       |
| 1918年5月17日  | 莫提辛号          | 法國         | 4047              | 击沉       |
| 1918年5月18日  | 登比堂号          | 英国         | 4943              | 击沉       |
| 1918年5月18日  | 学者号            | 英国         | 1635              | 击沉       |
| 1918年7月16日  | 米菲尔德号        | 挪威         | 1368              | 击沉       |
| 1918年7月17日  | 喀尔巴阡号        | 英国         | 13603             | 击沉       |
| 1918年7月23日  | 安娜·苏菲号       | 英国         | 2577              | 击沉       |
| 1918年7月31日  | 茨旺捷·科妮莉亚号 | 荷蘭         | 149               | 击伤       |
| 1918年10月1日  | 蒙特福特号        | 英国         | 6578              | 击沉       |
| 1918年10月2日  | 凯蒂尔号          | 比利时       | 2360              | 击沉       |
| 1918年10月4日  | 天王星号          | 俄罗斯       | 350               | 击沉       |
| 1918年10月10日 | 安德烈号          | 法國         | 160               | 击沉       |

## 脚注
1. ↑  Gröner，第8-10頁.
2. 1 2  Helgason, Guðmundur. . German and Austrian U-boats of World War I - Kaiserliche Marine - Uboat.net.   [17 December 2014].
3. 1 2  Helgason, Guðmundur. . German and Austrian U-boats of World War I - Kaiserliche Marine - Uboat.net.   [17 December 2014].
4. 1 2  Helgason, Guðmundur. . German and Austrian U-boats of World War I - Kaiserliche Marine - Uboat.net.   [17 December 2014].
5. ↑  Helgason, Guðmundur. . German and Austrian U-boats of World War I - Kaiserliche Marine - Uboat.net.
6. 1 2 3  陈进，第71頁.
7. ↑  Herzog，第48頁.
8. ↑  Herzog，第68頁.
9. ↑  Langensiepen，第2–16頁.
10. ↑   (PDF). The New York Times. 28 July 1918  [2 August 2009]. （原始内容存档 (PDF)于2022-02-05）.
11. ↑   (PDF), The New York Times, 20 July 1918: 4  [2021-09-07], （原始内容存档 (PDF)于2021-03-08）
12. ↑  Herzog，第90頁.
13. ↑  Helgason, Guðmundur. . German and Austrian U-boats of World War I - Kaiserliche Marine - Uboat.net.   [5 January 2015]. （原始内容存档于2021-01-26）.
14. ↑  Helgason, Guðmundur. . German and Austrian U-boats of World War I - Kaiserliche Marine - Uboat.net.   [17 December 2014].